# Big Glass Mountain
Der Big Glass Mountain ist aus der letzten Eruption am Medicine Lake Volcano in Nordkalifornien vor rund 1000 Jahren hervorgegangen. Er besteht vorwiegend aus schwarzem Obsidian rhyolithischer bis dazitischer Zusammensetzung.

## Etymologie
Der Big Glass Mountain (oft auch nur als Glass Mountain bezeichnet) führt als Adjektiv Big (groß), um ihn von seinem Namensvetter, den Little Glass Mountain zu unterscheiden. Sein Name wurde von den englischen Wörtern glass (vulkanisches Glas) und mountain (Berg) abgeleitet, zu deutsch also Großer Glasberg.

## Beschreibung
Der Big Glass Mountain (abgekürzt BGM) besitzt einen drei Kilometer langen, 500 Meter breiten und bis zu 75 Meter mächtigen rhyolithischen Obsidianstrom, der auf einer mit 9° nach Nordosten einfallenden Oberfläche des Medicine Lake Volcano von einem zentralen Förderschlot (Central Dome) anfangs in nordöstliche und sodann in nordnordöstliche Richtung abgeflossen ist (als so genannte North Lobe). Seine Oberfläche wird von durch Fließdruck verursachten topographischen Rücken (engl. pressure ridges) in einem Abstand von 39 ± 15 Meter (maximal 60 Meter) gequert, wobei die Höhenamplitude 8 Meter beträgt. Die Rücken entstanden durch Scherkräfte, da das Innere des Stroms noch flüssig war und sich weiterbewegte, als die Oberfläche bereits zu verkrusten begann. Der Obsidianstrom geht von einem großen Dom aus, der auf einer Südsüdost-streichenden  (N 155) Bruchzone zu liegen kommt, an der sich 11 weitere kleinere Rhyolithdome aufreihen. Wahrscheinlich war entlang dieser Richtung eine gangartige Förderspalte aufgerissen. Das ausgetretene Volumen am Big Glass Mountain beträgt zirka einen Kubikkilometer.

## Petrologie

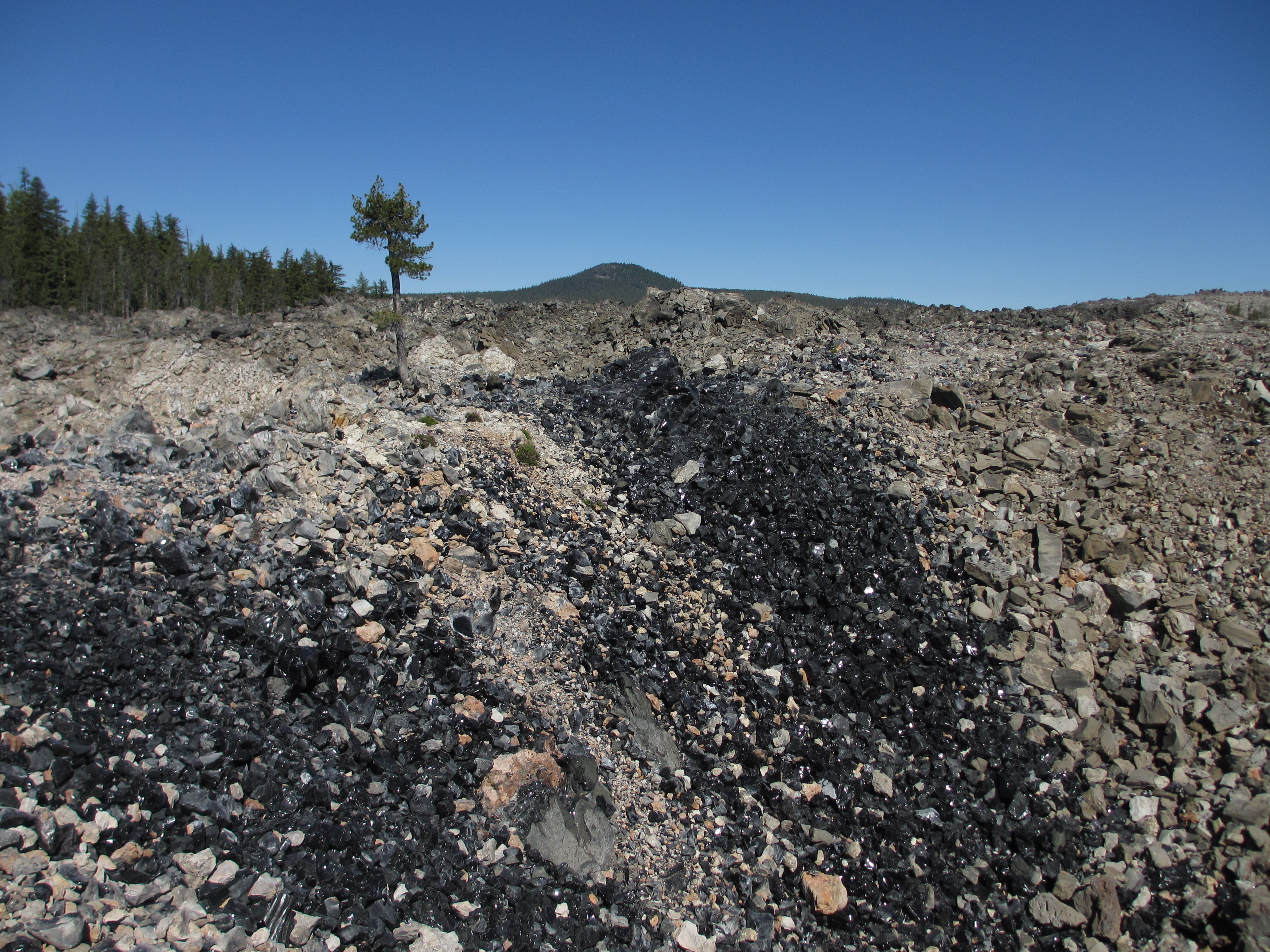
Schwarze Obsidianbruchstücke im Lavastrom vom Big Glass Mountain

Der effusiven Phase war eine explosive Phase vorausgegangen, die rund 320 Quadratkilometer mit rhyolithischer Tephra (mit einem SiO2-Gehalt von 73,8 bis 74,2 Gewichtsprozent) bedeckte.
Die chemische Zusammensetzung der frühen Lava des Hauptstroms variiert von Dazit über Rhyodazit bis Rhyolith (63,8 bis 74,2 Gewichtsprozent SiO2). Diese recht große Bandbreite erklärt sich durch Mischung eines rhyolithischen Magmas mit einer Andesit-Komponente. Letztere ist jedoch nicht einheitlich, sondern hat ihrerseits vor und noch während des Ausbruchs Abänderungen in der Zusammensetzung erfahren. Die Vermischung von Andesit und Rhyolith kann in verschiedenen Größendimensionen beobachtet werden – vom Meterbereich im Aufschluss über den Zentimeterbereich des Handstücks bis hin zum Millimeterbereich des Dünnschliffs. So sind in Handstücken eine Bänderung von Rhyolith, Rhyodazit und Dazit mit Andesit deutlich erkennbar und in Dünnschliffen werden große Andesitblasen von Rhyolith umschlossen.
Als Einschlüsse in der Lava fungieren abgeschrecktes Andesitmagma, Gesteinsbrocken von kumulatischem Gabbro sowie granitische Xenolithen, die entweder der oberen Erdkruste entstammen oder subvulkanische Äquivalente siliziumreicher Laven repräsentieren. 
Als letztes entstand über der Förderspalte der zentrale Rhyolithdom und die extern gelegenen elf kleineren Dome mit ebenfalls rhyolithischem Chemismus.

## Alter
Der Obsidian des Big Glass Mountain wurde von Donnelly-Nolan und Kollegen (1991) auf 885 Jahre BP datiert, was AD 1065 entspricht. Im Zeitraum 1250 bis 850 BP (700 bis 1100 AD) ereigneten sich am Medicine Lake Volcano sechs Eruptionen dazitisch-rhyolithischer Zusammensetzung, unter denen der Obsidianstrom des Big Glass Mountain das jüngste Ereignis darstellt. Seine Vorgänger sind der Lavastrom des Medicine Dacite, die Lavaströme am Mount Hoffman und die Lavaströme am Little Glass Mountain.

## Kulturelle Verwendung
Der Obsidian des Big Glass Mountain wurde von den Indianern Nordkaliforniens und Südoregons intensiv zur Herstellung von Steinwerkzeugen (Klingen etc.) abgebaut, welche neben ihrer rein praktischen Verwendung ihren Besitzern zusätzlich einen hohen Status verliehen. Durch Handel fand der Obsidian im Westen Nordamerikas dann weite Verbreitung. Der Berg hatte außerdem unter den Ureinwohnern als Kultplatz große Bedeutung.